# Горский кадетский корпус
Го́рский каде́тский ко́рпус имени А. Д. Цароева (ингуш. Цхьорой Дуде ӀабдуллахӀа цӀерагӀа йола Лоаман кадетий корпус) — государственное общеобразовательное учреждение кадетская школа-интернат Республики Ингушетия. Является уникальным инновационным учебным заведением с военным уклоном, созданным с целью улучшения военно-патриотического воспитания молодёжи и подготовки защитников Отечества.
Образовательная программа корпуса рассчитана на обучение кадетов наукам не только военного характера, но и общеобразовательным.
Горский кадетский корпус располагается недалеко от селения Сурхахи Республики Ингушетия в окружении заповедного леса. Он считается одним из самых престижных учебных заведений на Северном Кавказе. В нём одновременно могут учиться примерно 465 ребят.
Кадетская школа представляет собой целый городок, в который входит:
- штаб
- учебные корпуса
- библиотека
- спальные корпуса
- столовая
- санчасть
- спортивный комплекс
- банно-прачечное хозяйство
- бытовой комбинат.

## История
17 мая 1994 года вышел Указ Президента Ингушской Республики Руслана Аушева «О создании Горского кадетского корпуса».
18 марта1997 года утверждён устав Горского кадетского корпуса.
25 июня 2001 года первый выпуск Горского кадетского корпуса.
19 апреля 2004 года Указом Президента Республики Ингушетия Мурата Зязикова Горскому кадетскому корпусу присвоено имя легендарного разведчика Абдулы Дудиевича Цароева.
В 2011 году начинает функционировать специализированный морской класс.
В 2012 году в образовательную систему корпуса введён полицейский класс
8 октября 2013 года подписано Соглашение о взаимодействии между Горским кадетским корпусом и Первым Московским кадетским корпусом.
В мае 2014 года Горский кадетский корпус отметил своё 20-летие.
В том же году Глава Республики Ингушетия Юнус-Бек Евкуров инициировал постройку нового большого здания для ГКК в Магасе и передачу корпуса в ведомственное подчинение Министерству обороны РФ, тем самым увеличение его материально-технической базы и финансового обеспечения в целом.

## Достижения
- 1-е место в 2008 году в V Всероссийском сборе воспитанников кадетских корпусов и школ регионов России
- 1-е место в 2009 году в VI во Всероссийском сборе воспитанников кадетских корпусов и школ регионов России
- 1-е место в 2010 году в I-й Всероссийской военно-спортивной игре «Кадеты Отечества»[11]
- 1-е место в 2010 году в VII Всероссийском сборе воспитанников кадетских корпусов и школ регионов России
- 1-е место в 2011 году в VIII Всероссийском сборе воспитанников кадетских корпусов и школ регионов России[12]
- 1-е место в 2011 году во II Всероссийской военно-спортивной игре «Кадеты Отечества», посвящённой семидесятилетию разгрома немецко-фашистских войск под Москвой[13].
- 1-е место в 2012 году в IX Всероссийском сборе воспитанников кадетских корпусов и школ регионов России[14]
- Участие Горского кадетского корпуса в Параде знамён лучших клубов и кадетских корпусов России на Красной Площади в г. Москва 2 августа 2012 года[15]
- 1-е место в 2013 году в X Всероссийском сборе воспитанников кадетских корпусов и школ регионов России[16]
- 1-е место в 2014 году в XI Всероссийском сборе воспитанников кадетских корпусов и школ регионов России[17]
- 1-е место в 2015 году в первой окружной Северо-Кавказской военно-спортивной игре «Зарница», приуроченной также к 70-летию Победы[18].

## Адрес
Республика Ингушетия, с. п. Сурхахи, ул. Кадетская, 1